# Watersiporidae
Watersiporidae zijn een familie van mosdiertjes uit de orde Cheilostomatida en de klasse Gymnolaemata.

## Geslachten
- Terwasipora Reverter-Gil & Souto, 2019
- Uscia Banta, 1969
- Veleroa Osburn, 1952
- Watersipora Neviani, 1896